# Liste von Persönlichkeiten der Stadt Phoenix (Arizona)
Die Liste von Persönlichkeiten der Stadt Phoenix (Arizona) enthält die in der US-amerikanischen Stadt Phoenix (Arizona) geborene und verstorbene Persönlichkeiten sowie solche, die in Phoenix gewirkt haben, dabei jedoch andernorts geboren wurden. Die Liste erhebt keinen Anspruch auf Vollständigkeit.

## Söhne und Töchter der Stadt

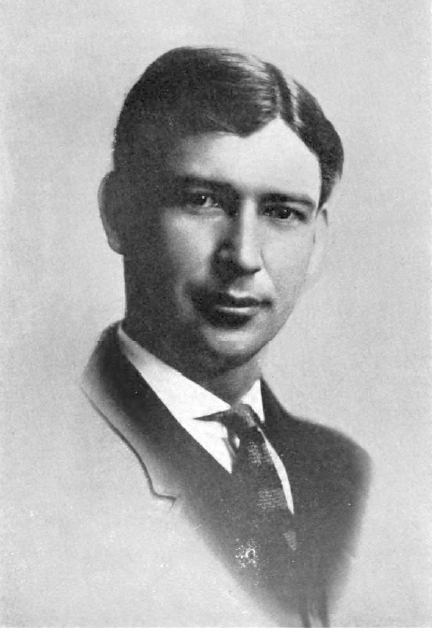
Sidney Preston Osborn
(1884–1948)

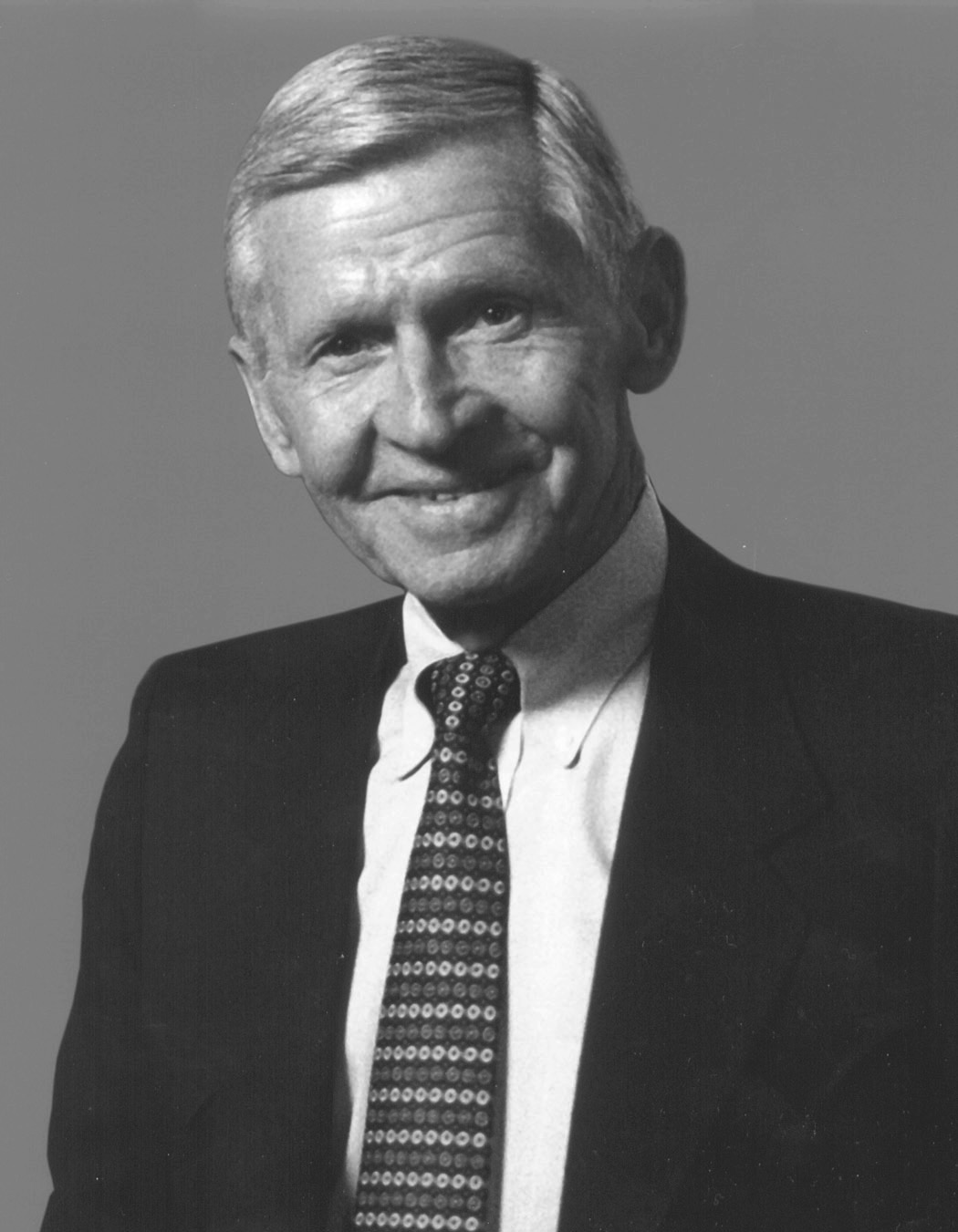
Bob Stump
(1927–2003)

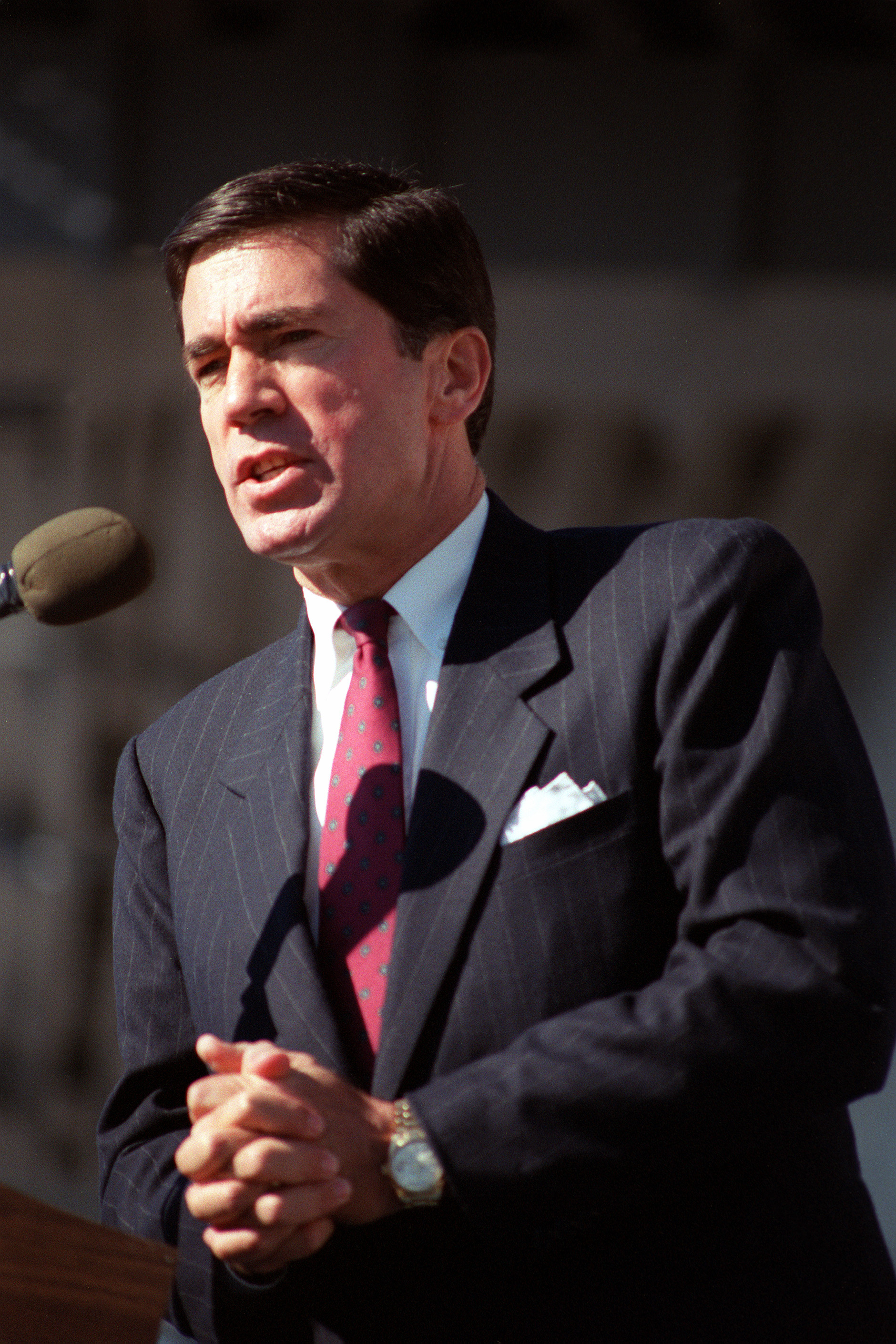
Chuck Robb
(* 1939)

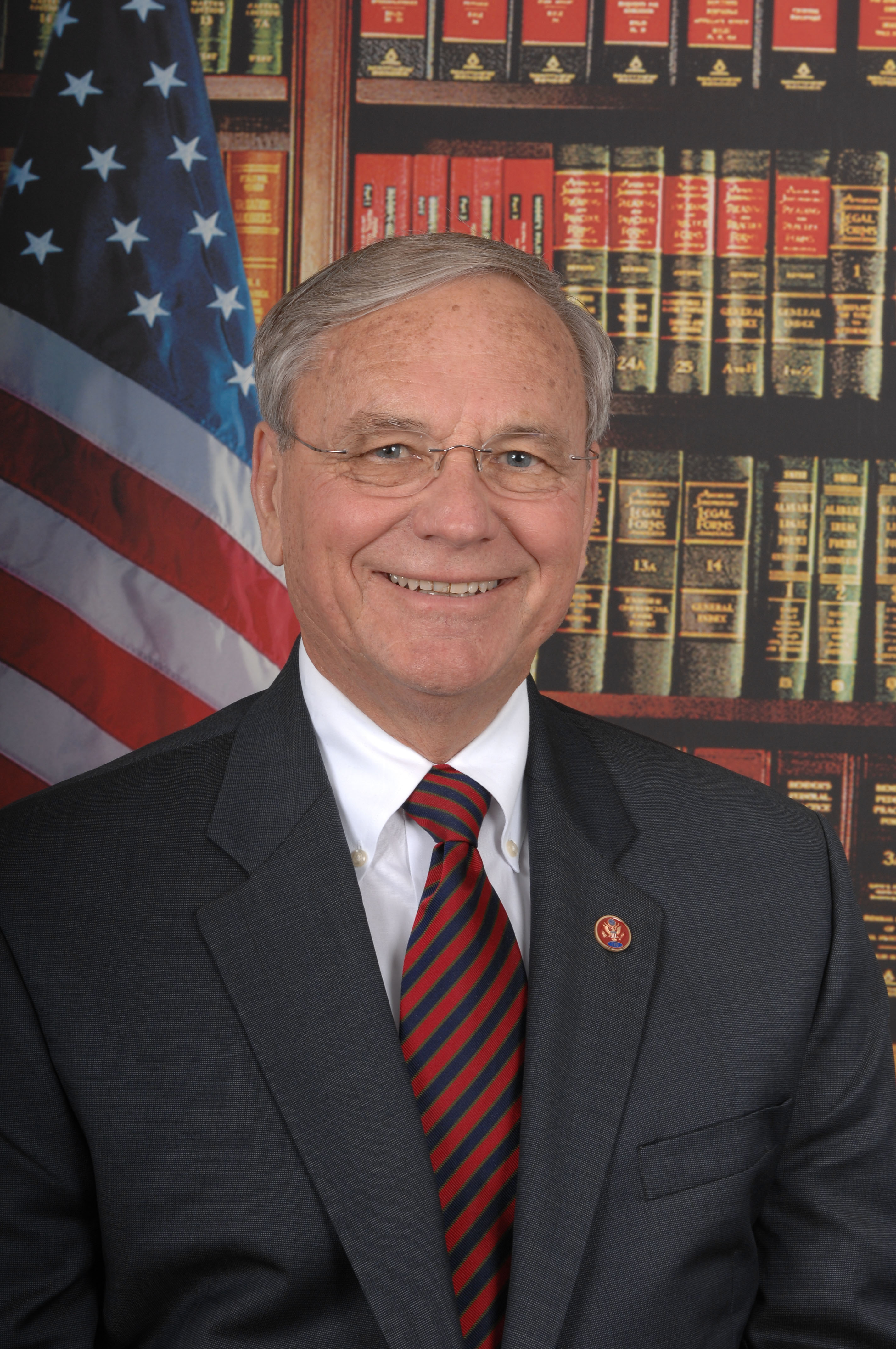
Harry Mitchell
(* 1940)

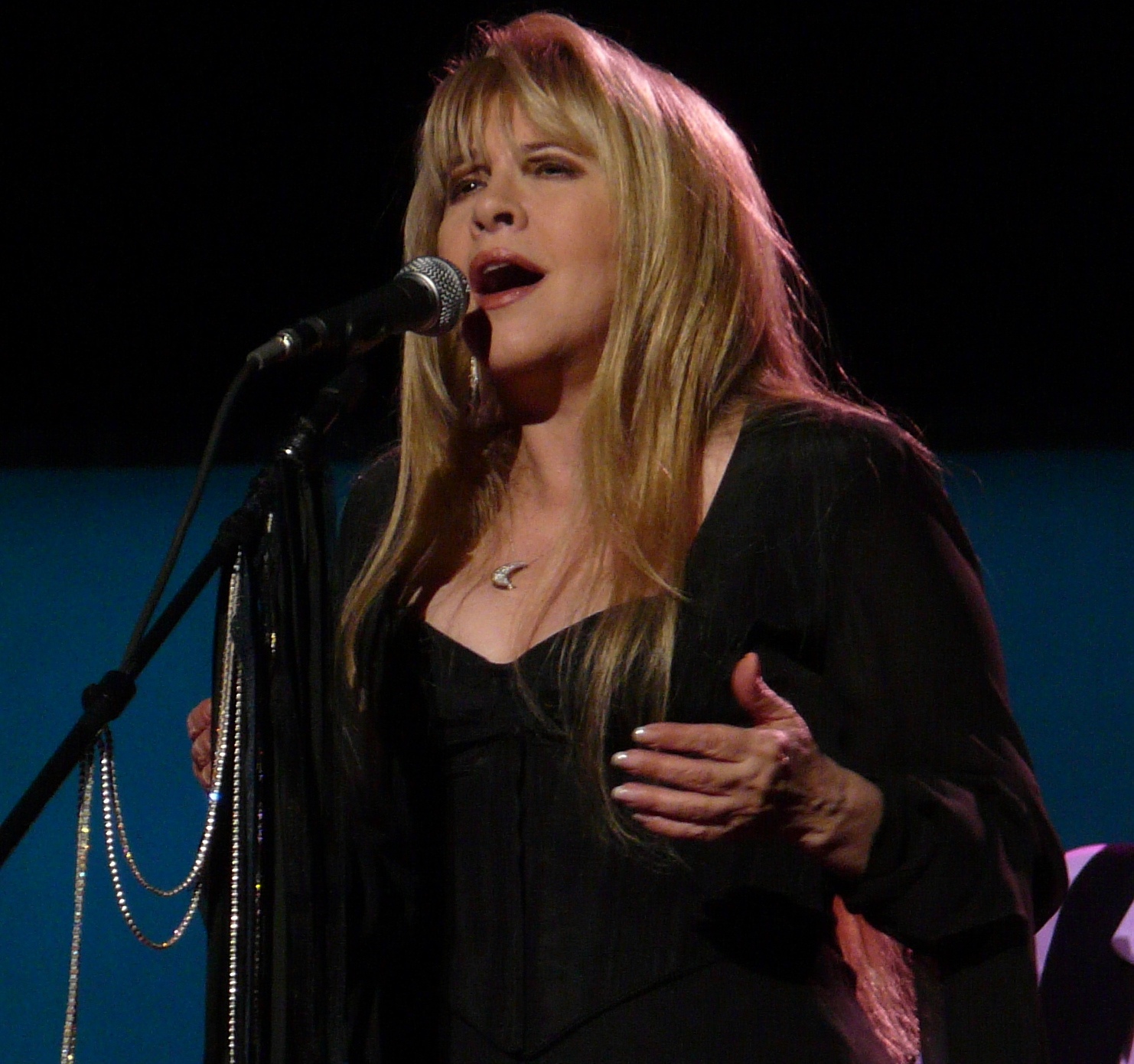
Stevie Nicks
(* 1948)

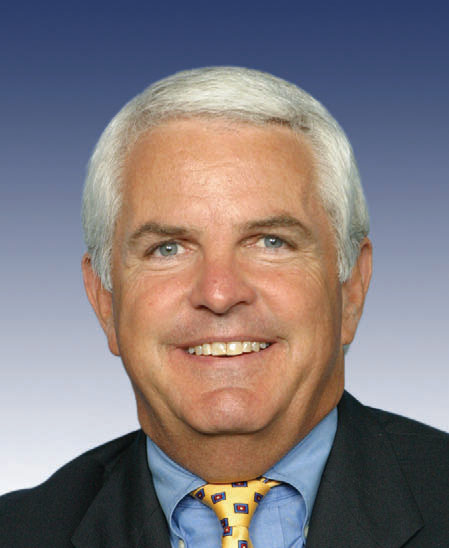
John Shadegg
(* 1949)

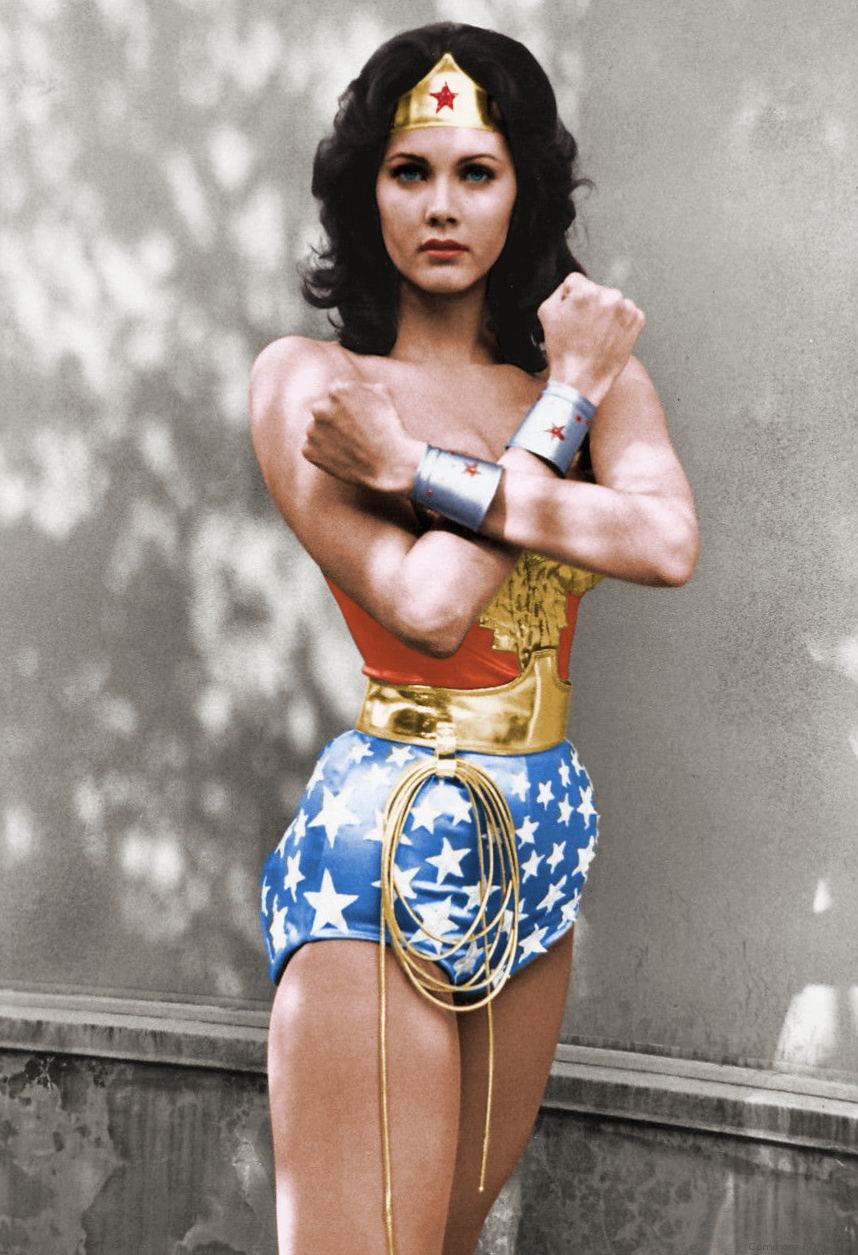
Lynda Carter
(* 1951)

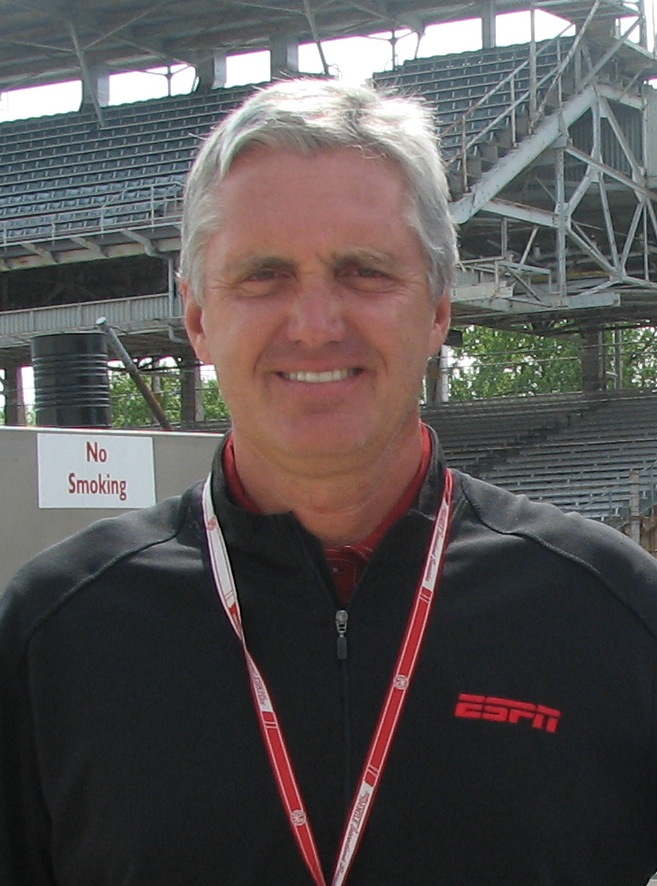
Eddie Cheever
(* 1958)

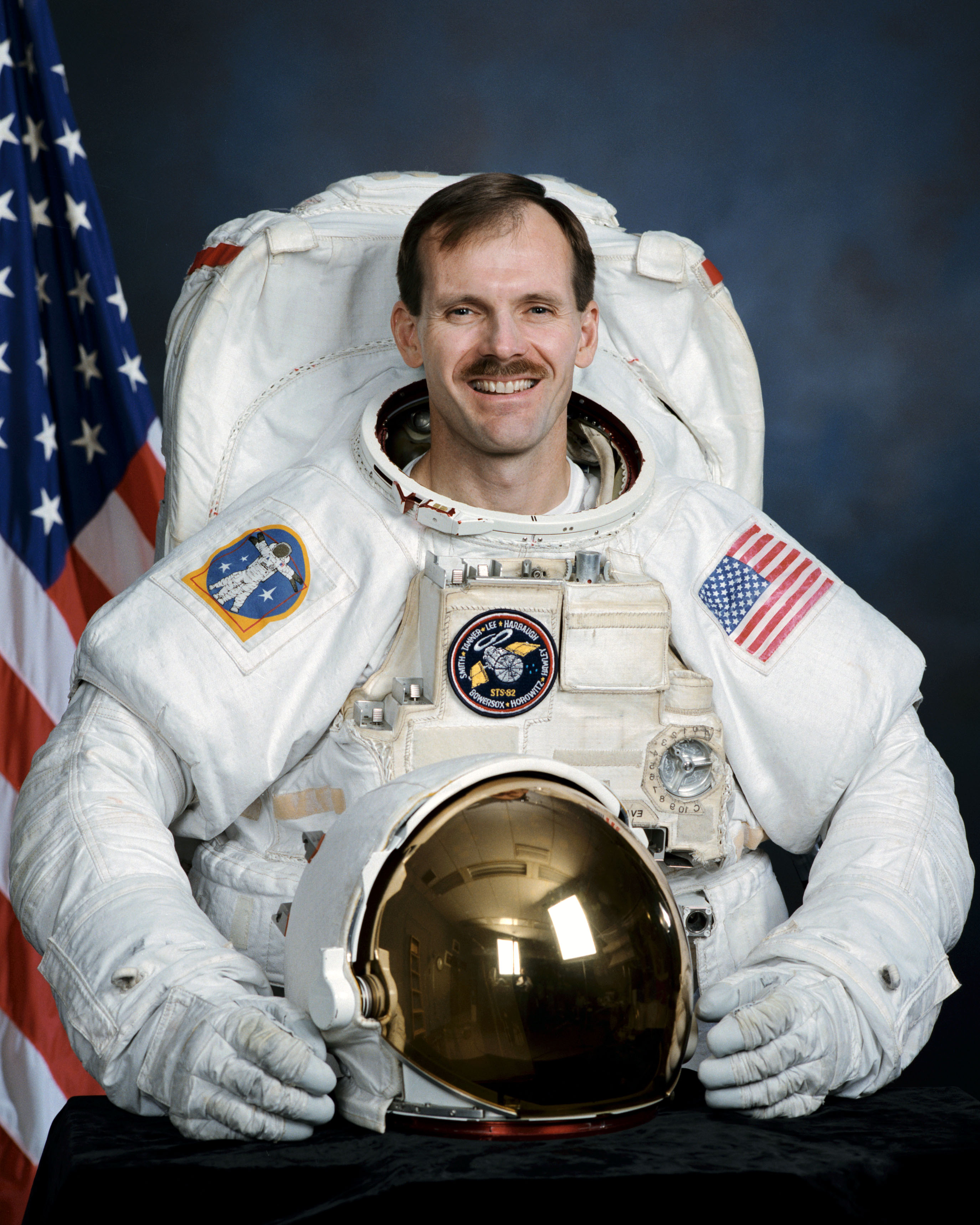
Steven Lee Smith
(* 1958)

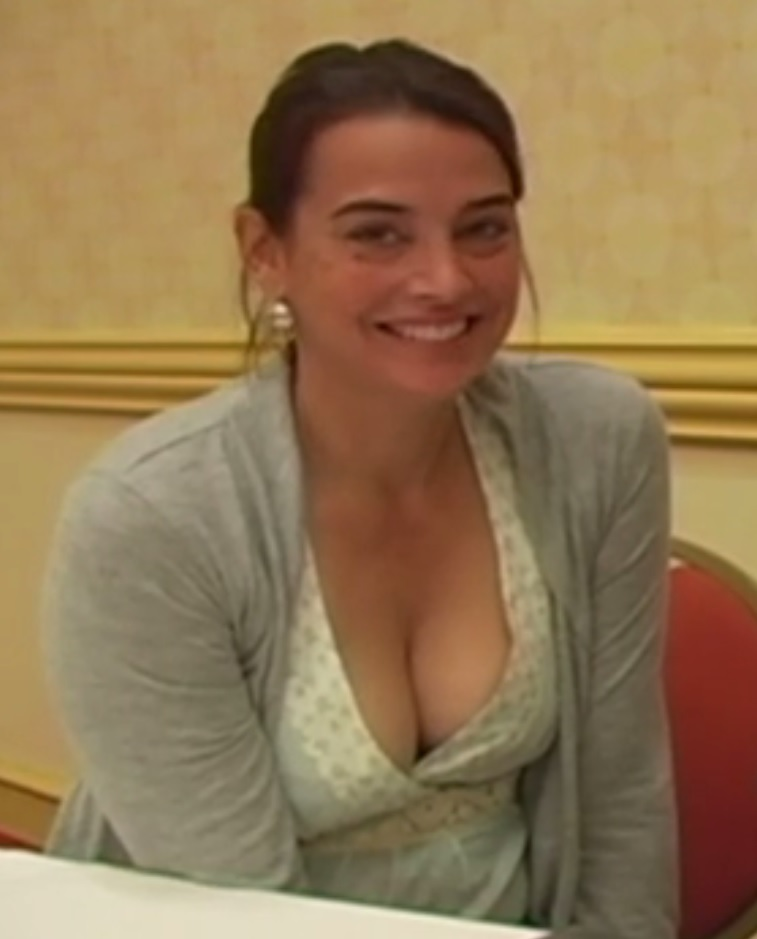
Jennifer Rubin
(* 1962)

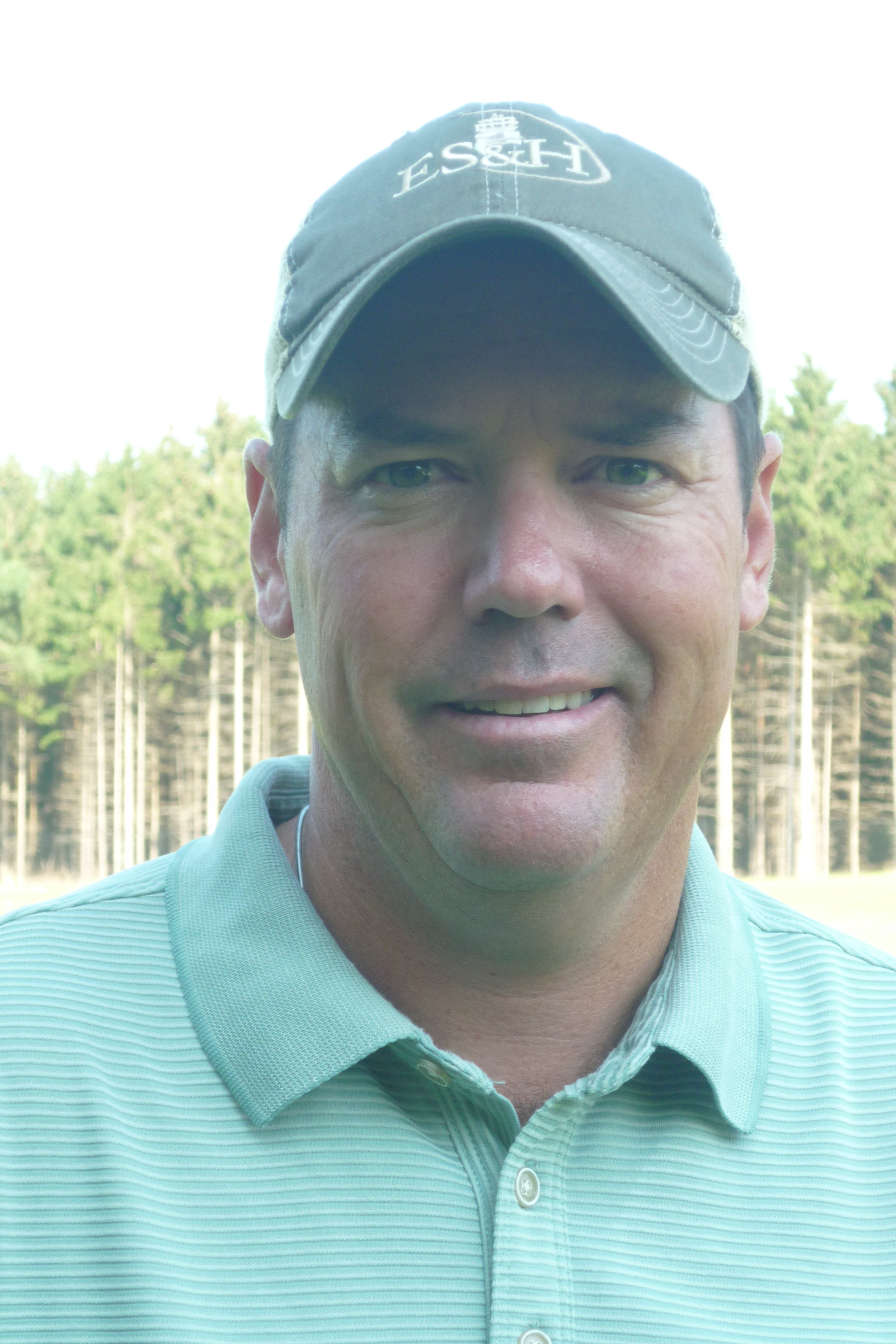
Rich Beem
(* 1970)

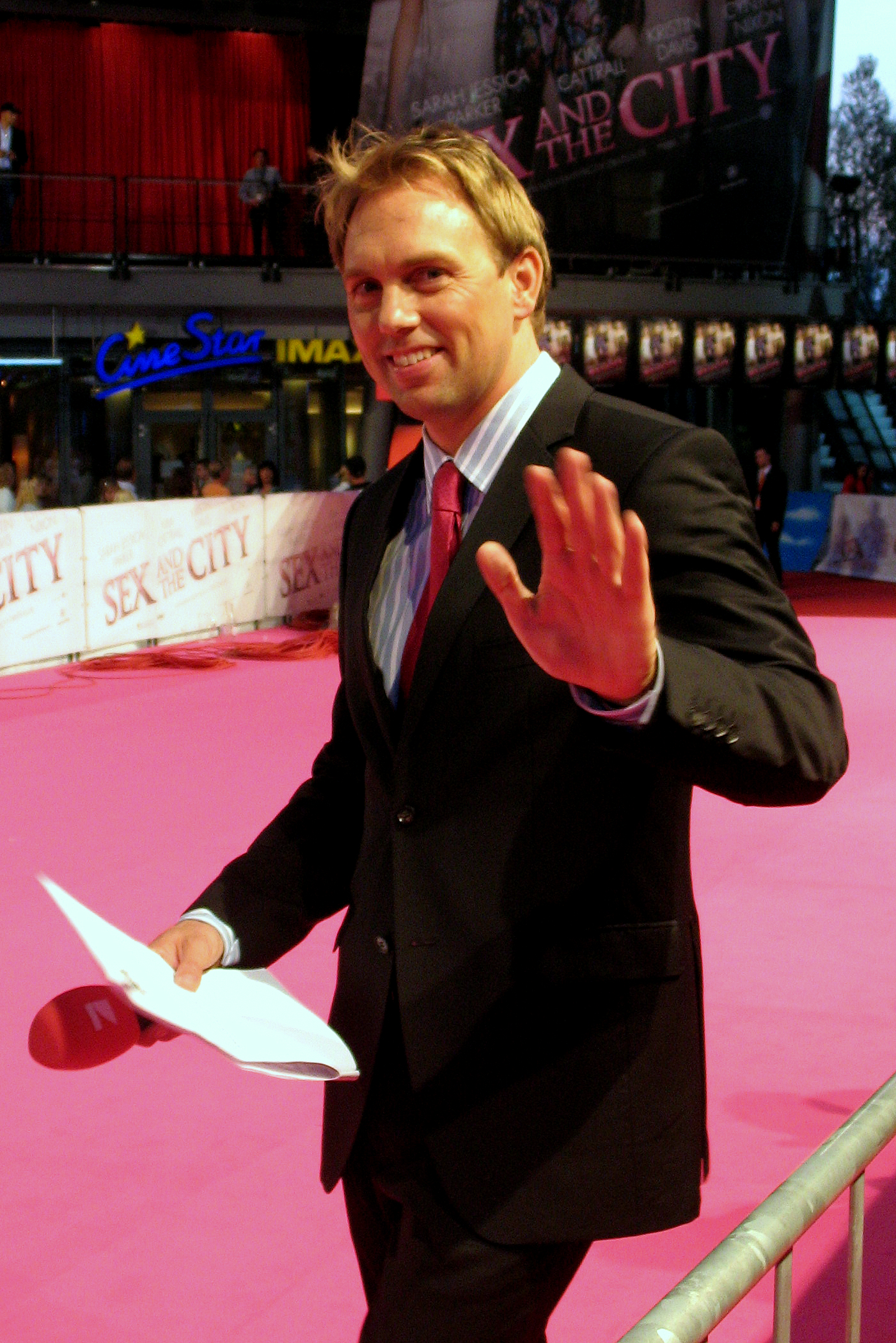
Steven Gätjen
(* 1972)

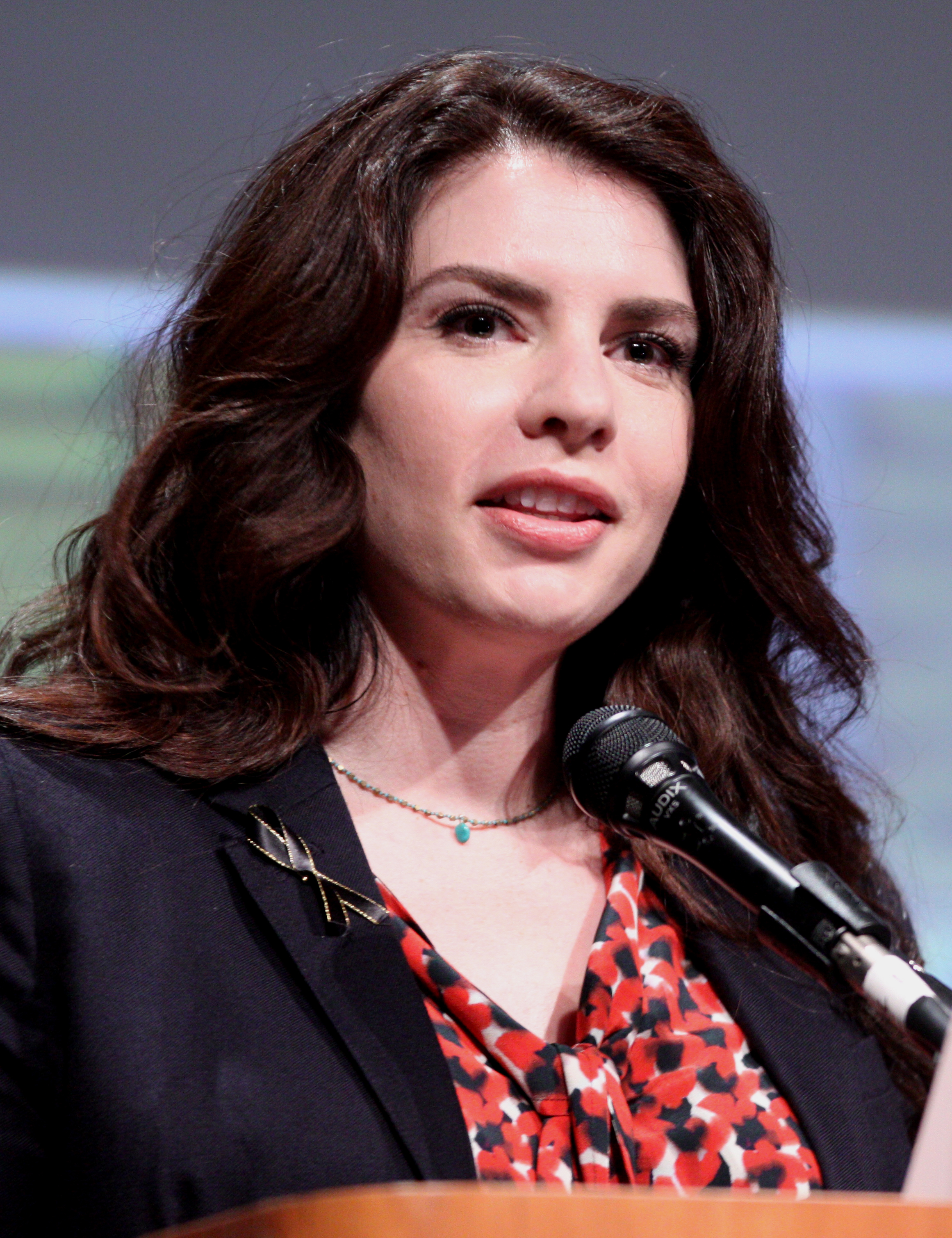
Stephenie Meyer
(* 1973)

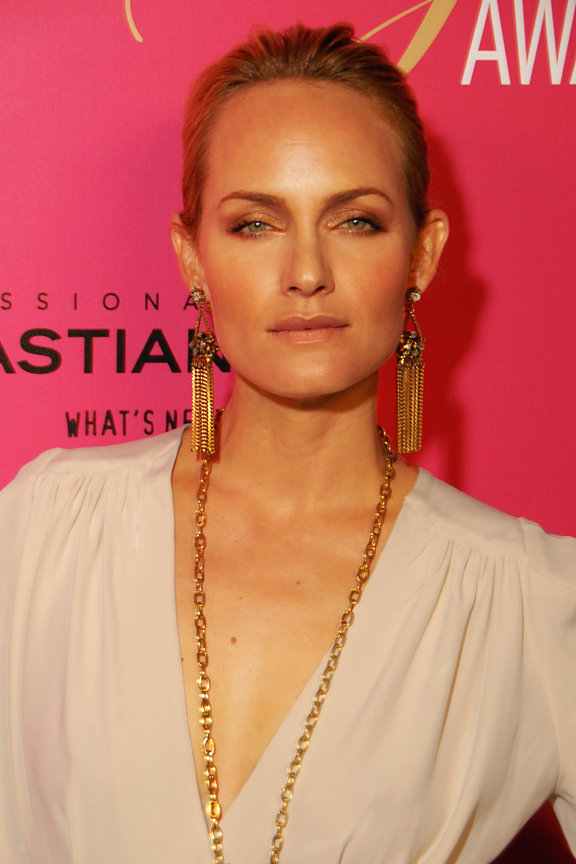
Amber Valletta
(* 1974)

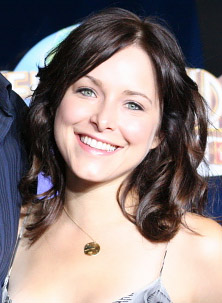
Jenny Mollen
(* 1979)

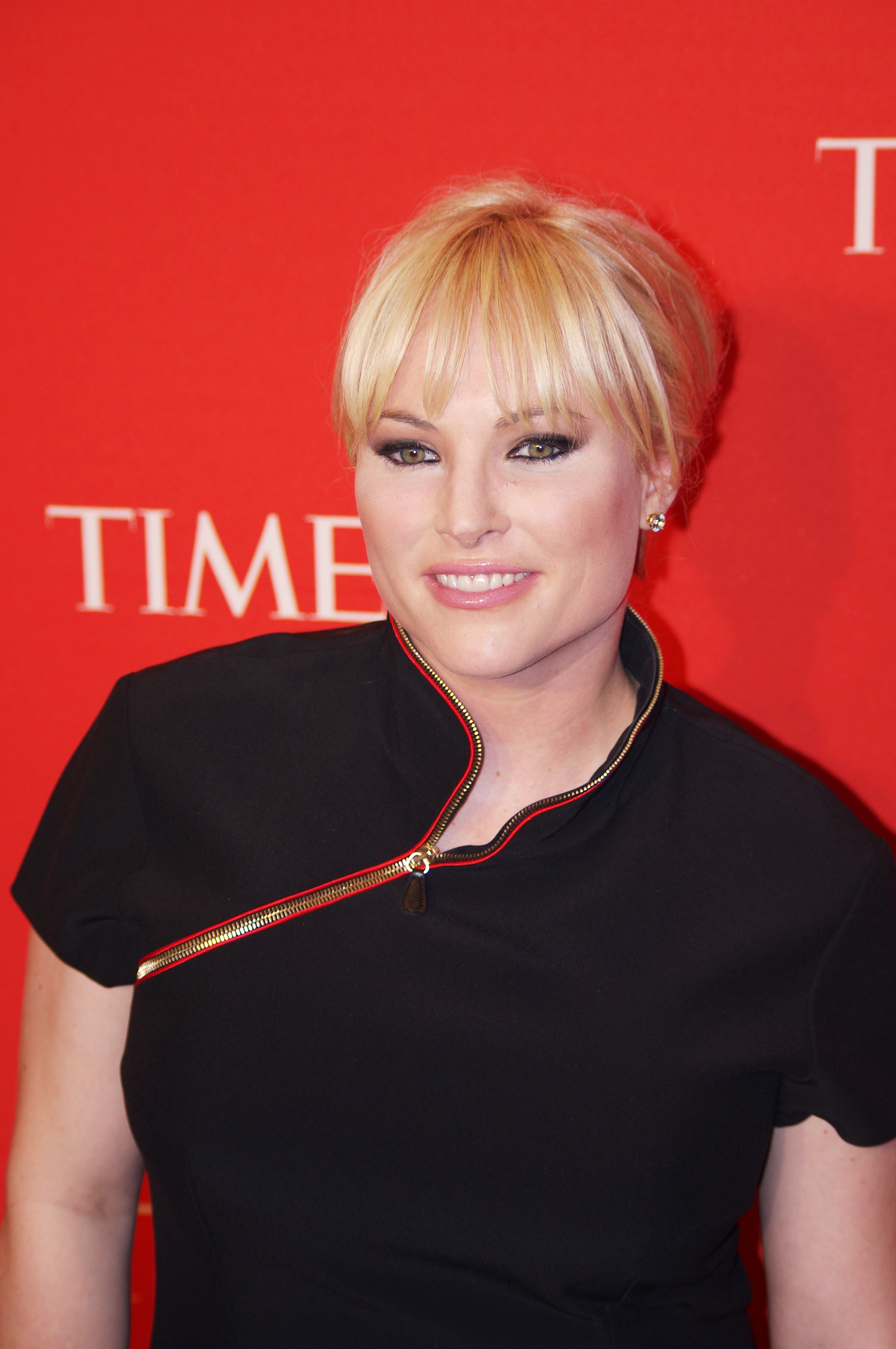
Meghan McCain
(* 1984)

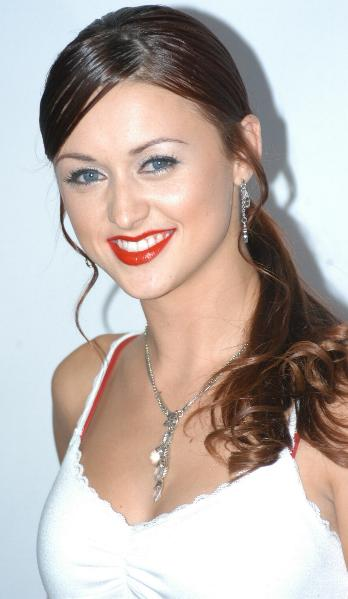
Karlie Montana
(* 1986)

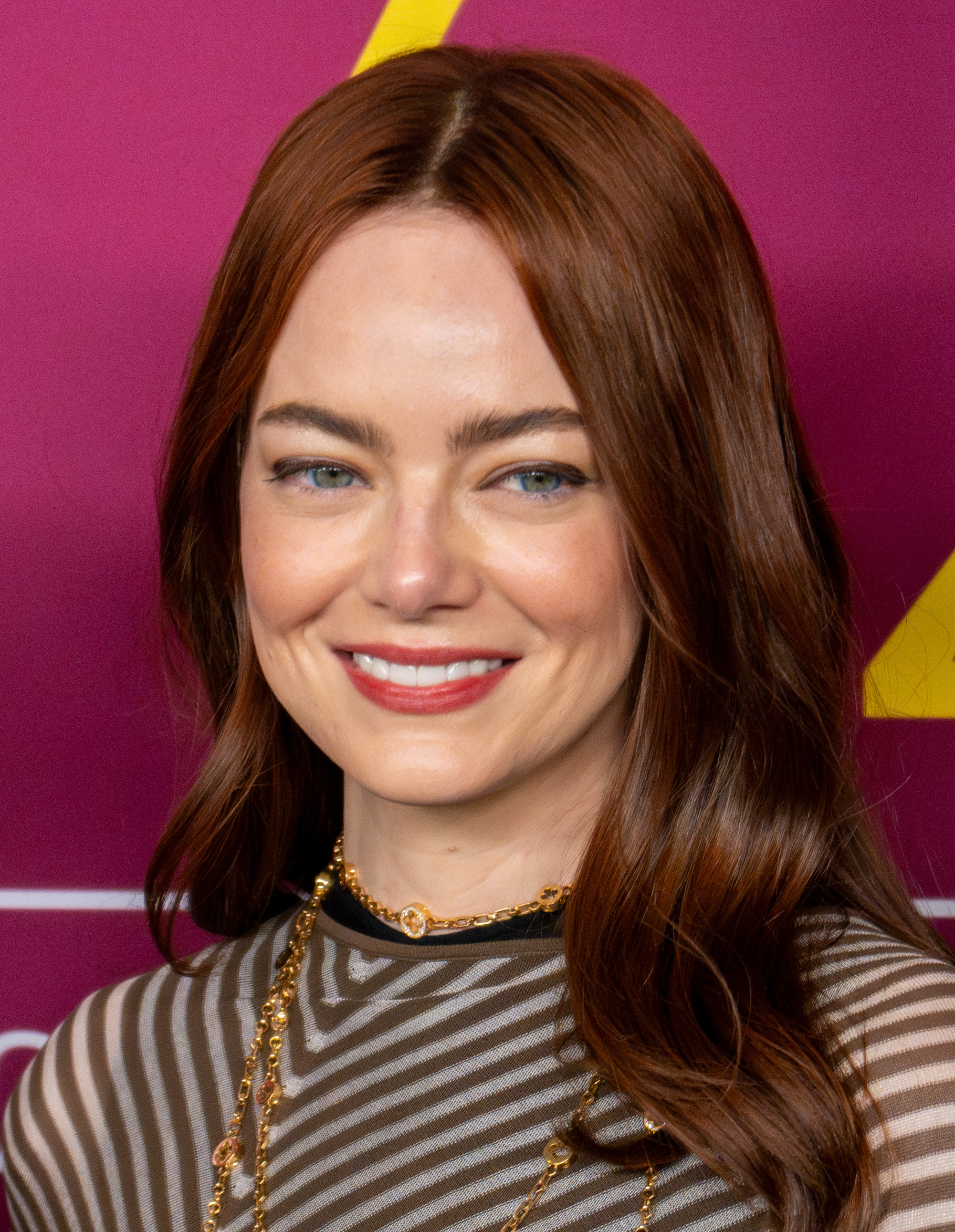
Emma Stone
(* 1988)

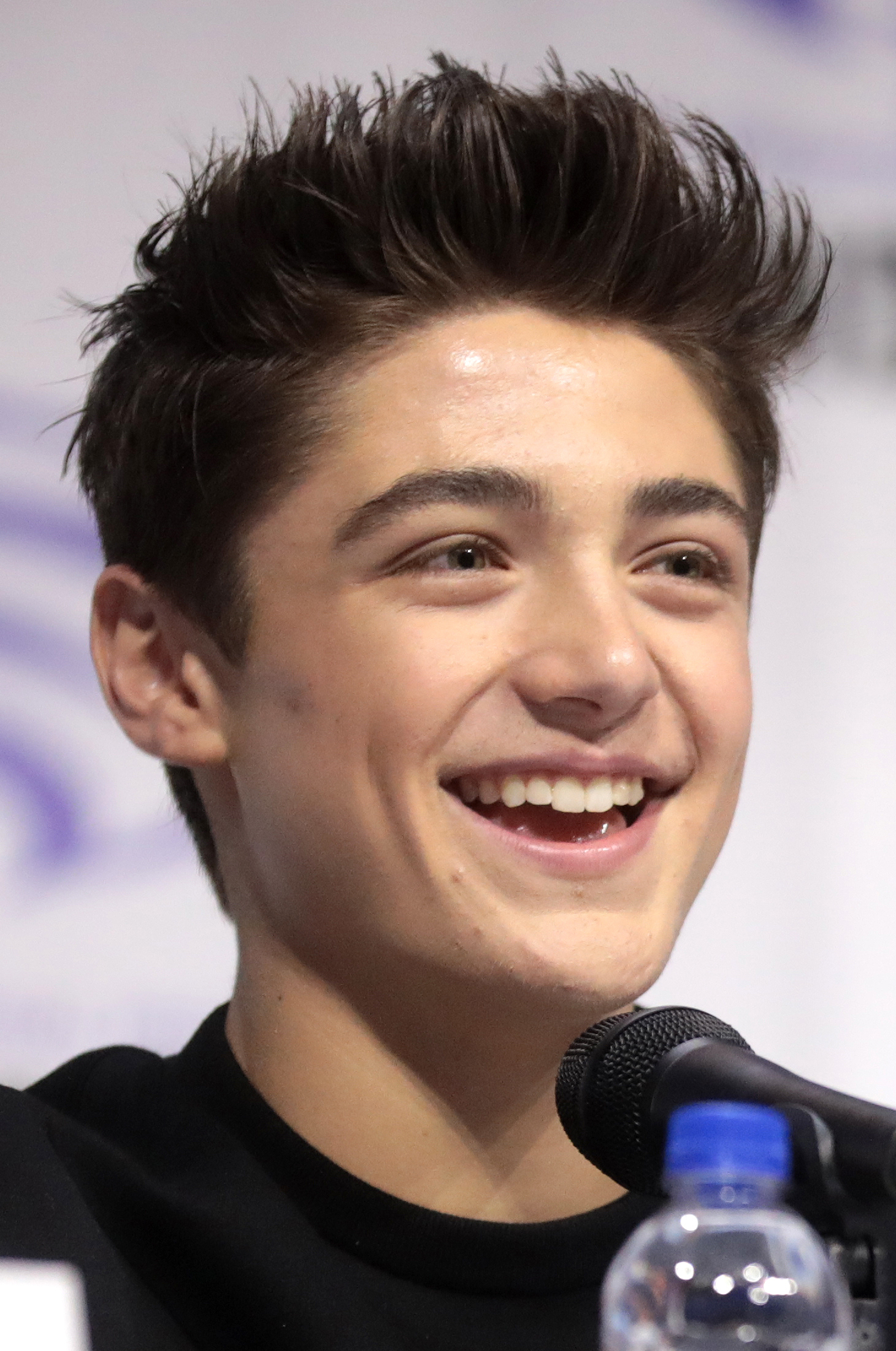
Asher Angel
(* 2002)

Folgende Persönlichkeiten sind in Phoenix geboren. Die Auflistung erfolgt chronologisch nach Geburtsjahr.

### 19. Jahrhundert
- Sidney Preston Osborn (1884–1948), Politiker und von 1941 bis 1948 Gouverneur des Bundesstaates Arizona
- Frank Luke (1897–1918), Militärpilot
- Christian T. Elvey (1899–1970), Astronom und Geophysiker

### 20. Jahrhundert

#### 1901–1940
- Barry Goldwater (1909–1998), Politiker und Mitbegründer der modernen konservativen Bewegung in den Vereinigten Staaten
- Emmet T. Hooper (1911–1992), Mammaloge und Hochschullehrer
- Jerry Pettis (1916–1975), Politiker
- Maureen Dragone (1920–2013), Journalistin und Autorin
- William Wasson (1923–2006), römisch-katholischer Priester und Gründer des Kinderhilfswerks Nuestros Pequeños Hermanos
- Bobby Ball (1925–1954), Automobilrennfahrer
- Emmett W. Chappelle (1925–2019), Wissenschaftler der Medizin, Biologie und Ernährungswissenschaften
- Jimmy Bryan (1926–1960), Rennfahrer
- Bob Stump (1927–2003), Mitglied des Repräsentantenhauses
- Halsey Royden (1928–1993), Mathematiker
- Joan Ganz Cooney (* 1929), Fernsehproduzentin
- Howard Roberts (1929–1992), Jazzgitarrist des Modern Jazz, Studiomusiker und Gitarrenlehrer
- Chalmers Johnson (1931–2010), Berater der CIA und Asienkenner
- George Follmer (* 1934), Automobil-Rennfahrer
- Norman D. Shumway (1934–2022), Politiker
- Wayne Weiler (1934–2005), Autorennfahrer
- Farid Abraham (* 1937), Physiker
- Patrizia von Brandenstein (* 1939), US-amerikanische Filmarchitektin und Kostümbildnerin russischer Abstammung
- Bobby Hart (* 1939), Pop-Musiker und Songwriter
- Charles Owens (* 1939), Jazzmusiker
- Charles Robb (* 1939), Politiker und von 1982 bis 1986 Gouverneur des Bundesstaates Virginia und später Senator
- Harry Mitchell (* 1940), Abgeordneter im Repräsentantenhaus der Vereinigten Staaten

#### 1941–1950
- Nancy Farmer (* 1941), Schriftstellerin
- Jody Miller (1941–2022), Countrysängerin
- Patsy Willard (* 1941), Wasserspringerin
- Floyd I. Clarke (* 1942), Regierungsbeamter und 1993 Direktor des FBI
- Jessi Colter (* 1943), Country-Sängerin
- Billy Graham (1943–2023), Wrestler
- Garrett List (1943–2019), Posaunist und Komponist
- Betsey Bayless (* 1944), Politikerin
- Gerald Richard Barnes (* 1945), römisch-katholischer Bischof von San Bernardino
- Nellie Bellflower (* 1946), Schauspielerin, Synchronsprecherin und Filmproduzentin
- Michael McCollum (* 1946), Science-Fiction-Autor und Luftfahrtingenieur
- Marilyn Ramenofsky (* 1946), Schwimmerin
- Roslyn O. Silver (* 1946), Juristin und Bundesrichterin
- Charles Hickcox (1947–2010), Schwimmer und Olympiasieger
- Edwin Young (1947–2006), Wasserspringer
- Stevie Nicks (* 1948), Sängerin
- Mary Peters (* 1948), Politikerin und von 2006 bis 2009 Verkehrsministerin der Vereinigten Staaten
- John Shadegg (* 1949), Mitglied des Repräsentantenhauses

#### 1951–1960
- Lynda Carter (* 1951), Schauspielerin, Sängerin und Schönheitskönigin
- Vince Welnick (1951–2006), Keyboarder
- Stanley N. Williams (* 1951), Vulkanologe
- Kirby Dick (* 1952), Filmregisseur, Filmproduzent und Drehbuchautor
- Pat Hennen (1953–2024), Motorradrennfahrer
- Terry Markwell (* 1953), Schauspielerin
- Richard Grove (* 1955), Schauspieler und Synchronsprecher
- Gary Figueroa (* 1956), Wasserballspieler
- Greg Proops (* 1956), Schauspieler
- Lissa Wales (1957–2005), Fotografin
- Eddie Cheever (* 1958), Autorennfahrer
- Dwayne Evans (* 1958), Sprinter
- Lewis Nash (* 1958), Jazzschlagzeuger
- Steven Lee Smith (* 1958), Astronaut
- Mare Winningham (* 1959), Schauspielerin
- Jonathan Rauch (* 1960), Autor und Journalist
- Jeannette Walls (* 1960), Journalistin und Schriftstellerin

#### 1961–1970
- Gabrielle Carteris (* 1961), Schauspielerin
- Ken Cheuvront (* 1961), Politiker
- Joanna Johnson (* 1961), Schauspielerin und Drehbuchautorin
- Michael Abels (* 1962), Komponist, Arrangeur und Musikpädagoge
- Gary Donnelly (* 1962), Tennisspieler
- Mark Miller (* 1962), Endurosportler und Marathonrallyefahrer
- Michele Mitchell (* 1962), Wasserspringerin und Olympiamedaillengewinnerin
- Jennifer Rubin (* 1962), Schauspielerin
- Joey Sellers (* 1962), Posaunist, Komponist und Arrangeur des Modern Jazz
- Bernard Thompson (* 1962), Basketballspieler
- Paul Betts (* 1963), Historiker
- Gregg Hoffman (1963–2005), Filmproduzent
- Chad A. Mirkin (* 1963), Chemiker
- Randall McDaniel (* 1964), American-Football-Spieler
- Robert Simonds (* 1964), Filmproduzent
- Richey Reneberg (* 1965), Tennisspieler
- Matt Shaw (* 1965), Eishockeyspieler
- Steven Tenenbom (* 1965), Bratschist und Musikpädagoge
- Bill Kennedy (* 1966), Basketballschiedsrichter
- Billy Mayfair (* 1966), Profigolfer
- Michael Carbajal (* 1967), Halbfliegengewichtsboxer
- Darren Woodson (* 1969), American-Football-Spieler
- Rich Beem (* 1970), Profigolfer der PGA Tour

#### 1971–1980
- Dustin O’Halloran (* 1971), Pianist und Komponist
- Allison DuBois (* 1972), Medium
- Steven Gätjen (* 1972), deutscher Fernsehmoderator
- Angelica Sanchez (* 1972), Jazzpianistin
- Andy Gätjen (* 1973), Schauspieler
- Stephenie Meyer (* 1973), Schriftstellerin
- Marcus Hester (* 1974), Schauspieler
- Frank Rosaly (* 1974), Jazz- und Improvisationsmusiker
- Amber Valletta (* 1974), Model und Schauspielerin
- Dierks Bentley (* 1975), Country-Musiker
- Chester Bennington (1976–2017), Sänger der Band Linkin Park
- Buddy Rice (* 1976), Automobilrennfahrer
- Casey McKee (* 1976), Künstler
- Bill Heck (* 1978), Schauspieler
- Josh McDermitt (* 1978), Schauspieler und Komiker
- Amy Davidson (* 1979), Schauspielerin
- Jenny Mollen (* 1979), Schauspielerin
- Jacob Koller (* 1980), Jazzmusiker

#### 1981–1990
- Mandy Bruno (* 1981), Schauspielerin
- Elena Reid (* 1981), Profiboxerin
- Ashley Roberts (* 1981), Sängerin, Tänzerin, Schauspielerin, Designerin und Model
- Sara Slattery (* 1981), Langstreckenläuferin
- Matt Dallas (* 1982), Schauspieler
- Paris Dennard (* 1982), republikanischer Politikberater und Kommentator
- Marcos Hernández (* 1982), Sänger
- Klete Keller (* 1982), Freistil-Schwimmer und Olympiasieger
- Nate Ruess (* 1982), Sänger, Songwriter
- Dallas Braden (* 1983), Baseballspieler
- Aviva Dove-Viebahn (* 1983), Assistant Professor für Englisch und Drehbuchautorin, Tochter von Rita Dove und Fred Viebahn
- Nate Adams (* 1984), Motocrossfahrer
- Meghan McCain (* 1984), Publizistin, Bloggerin, Buchautorin und die älteste Tochter von John McCain
- Michael McDowell (* 1984), Rennfahrer
- Melody Thornton (* 1984), Sängerin
- Shannon Woodward (* 1984), Schauspielerin
- Brad Evans (* 1985), Fußballspieler
- Robbie Findley (* 1985), Fußballspieler
- Dominique Lamb (* 1985), Volleyballspielerin
- Alex Meraz (* 1985), Schauspieler
- Lucas Pino (* ≈1985), Jazzmusiker
- Daniel Rensch (* 1985), Schachspieler
- Mike Zaher (* 1985), Fußballspieler
- Karlie Montana (* 1986), Pornodarstellerin
- Mark Wiens (* 1986), Reise- und Food-Blogger, Vlogger, Webvideoproduzent, Fernsehmoderator und Geschäftsmann
- April O’Neil (* 1987), Pornodarstellerin und -regisseurin
- Jerryd Bayless (* 1988), Basketballspieler der NBA
- Chelsea Kane (* 1988), Schauspielerin
- Jessica McDonald (* 1988), Fußballspielerin
- Emma Stone (* 1988), Darstellerin
- Kimiko Glenn (* 1989), Schauspielerin
- Zola Jesus (* 1989), Singer-Songwriterin und Musikproduzentin
- Jordin Sparks (* 1989), Sängerin
- Cheyenne Woods (* 1990), Golferin

#### 1991 bis 2000
- Alexandra Shipp (* 1991), Schauspielerin und Sängerin
- Ventura Alvarado (* 1992), Fußballspieler
- Sean Couturier (* 1992), Eishockeyspieler
- Julie Ertz (* 1992), Fußballnationalspielerin
- Courtney Heeley (* 1992), Beachhandballspielerin
- Lorenzo James Henrie (* 1993), Schauspieler
- Kaitlyn Dever (* 1996), Schauspielerin
- Robert Grant (* 1996), italienischer Leichtathlet US-amerikanischer Herkunft
- Isaiah Oliver (* 1996), Footballspieler
- Sarah Sponcil (* 1996), Beachvolleyballspielerin
- Konner Kendall (* 1997), Fußballspieler
- Tage Thompson (* 1997), Eishockeyspieler
- Hailey Harward (* 1998), Volleyball- und Beachvolleyballspielerin.
- Brandon McNulty (* 1998), Radrennfahrer
- Kevin Knox (* 1999), Basketballspieler
- Christian Watson (* 1999), Footballspieler
- Jade Carey (* 2000), Kunstturnerin

### 21. Jahrhundert
- Asher Angel (* 2002), Schauspieler und Sänger

## Persönlichkeiten, die in der Stadt gewirkt haben
- John Richard Williams (1909–1998), Politiker und von 1967 bis 1975 Gouverneur des Bundesstaates Arizona
- Alvan Adams (* 1954), Basketballspieler (1975–1988: Phoenix Suns)
- Cindy McCain (* 1954), Unternehmerin und Ehefrau des Senators John McCain; wuchs in Phoenix auf

## In Phoenix verstorbene Persönlichkeiten
- 1898: Benjamin Joseph Franklin (1839–1898), Politiker und Gouverneur des Arizona-Territoriums
- 1908: Myron McCord (1840–1908), Politiker und Gouverneur des Bundesstaates Arizona
- 1932: William Wrigley junior (1861–1932), Kaugummihersteller
- 1934: George W. P. Hunt (1859–1934), der erste Gouverneur des Bundesstaates Arizona
- 1944: Thomas Edward Campbell (1878–1944), Politiker und Gouverneur des Bundesstaates Arizona
- 1948: Sidney Preston Osborn (1884–1948), Politiker und von 1941 bis 1948 Gouverneur des Bundesstaates Arizona
- 1958: Robert Taylor Jones (1884–1958), Politiker und von 1939 bis 1941 Gouverneur des Bundesstaates Arizona
- 1959: Frank Lloyd Wright (1867–1959), Architekt, Innenarchitekt, Schriftsteller und Kunsthändler
- 1963: Rawghlie Clement Stanford (1879–1963), Politiker und von 1937 bis 1939 Gouverneur des Bundesstaates Arizona
- 1967: Henry Luce (1898–1967), Verleger, der die Zeitschriften TIME (1923) und Life (1936) gründete
- 1972: Lillian Evelyn Gilbreth (1878–1972), Autorin und Ingenieurin
- 1978: Wesley Bolin (1909–1978), Politiker und von 1977 bis 1978 Gouverneur des Bundesstaates Arizona
- 1978: Charles Boyer (1899–1978), französischer Schauspieler
- 1980: Milton H. Erickson (1901–1980), Psychiater, Psychologe und Psychotherapeut
- 2000: Karsten Solheim (1911–2000), Ingenieur und Unternehmer
- 2001: David Graf (1950–2001), Filmschauspieler
- 2002: Paul Jones Fannin (1907–2002), Politiker und Gouverneur des Bundesstaates Arizona
- 2004: Cotton Fitzsimmons (1931–2004), Basketballtrainer
- 2005: Jimmy Smith (1928–2005), Jazzorganist
- 2010: Dorothy Janis (1910–2010), Stummfilmschauspielerin
- 2014: William H. Dana (1930–2014), Testpilot
- 2015: Rod Hundley (1934–2015), Basketballspieler
- 2015: Chris Squire (1948–2015), britischer Rockmusiker
- 2016: Muhammad Ali (1941–2016), Weltmeister und Boxer